# Херберт Џејмисон
Херберт Џејмисон (енгл. Herbert Jamison; Пиорија, 19. јули 1875 — Пиорија, 22. новембар 1938) је био амерички атлетичар који је учествовао на Олимпијским играма 1896.
Џејмисон је освојио сребрну медаљу у трци на 400 метара. У квалификацијама победио је у првој квалификационој групи резултатом 56,8 секунди и квалификовао се за финале. У финалу је поправио своје време на 55,2 секунде, али то није било довољно да стигне победника Тома Берка који је истрчао 54,2 секунде, па се Џејмисон морао задовољити другим местом.